# 巴甫洛赫拉德市镇
巴甫洛赫拉德市鎮（烏克蘭語：Павлоградська міська громада），是乌克兰第聂伯罗彼得罗夫斯克州巴甫洛赫拉德區的一個市镇，行政中心為巴甫洛赫拉德。在2020年，市鎮的人口是 104,225人。

## 居民點
該市鎮只包括巴甫洛赫拉德市內的範圍，並不包含任何其他的居民点。